# Paraleprodera vicina
Paraleprodera vicina là một loài bọ cánh cứng trong họ Cerambycidae.